# Halecium lankesteri
Halecium lankesteri är en nässeldjursart som först beskrevs av Bourne 1890.  Halecium lankesteri ingår i släktet Halecium och familjen Haleciidae. Inga underarter finns listade i Catalogue of Life.